# Heqin
Heqin (chinois traditionnel : 和親 ; pinyin : Héqīn ; Wade : Ho-ch'in), ou mariage d'alliance, se réfère à la pratique mise en place par certains empereurs chinois qui consiste à donner comme épouses des princesses, qui font généralement partie des branches secondaires de la famille royale, aux dirigeants des États voisins. Ce système est souvent adopté comme stratégie d’apaisement avec un État ennemi trop puissant pour être vaincu sur le champ de bataille. Cette politique n’est pas toujours efficace et implique une égalité de statut diplomatique entre l’empereur de Chine et le chef d'État bénéficiaire du mariage. Ces deux limites font que cette politique est très controversée en Chine et soulève beaucoup de critiques.
C'est Lou Jing (chinois : 娄敬) qui est l’architecte de cette politique. À la suite de la défaite de l'empereur Han Gaozu face au Modu Chanyu des Xiongnu lors de la bataille de Baideng en 196 av. J.-C, Lou propose d'organiser un mariage entre la fille aînée de Gaozu et Modu pour sceller la paix entre les deux empires. Sa proposition est adoptée et mise en œuvre avec la signature d'un traité en 198 av. J.-C. Comme récompense, Lou Jing reçoit, entre autres, le droit de prendre « Liu » comme nom de famille, soit le nom de la famille royale,. Parmi les princesses qui sont célèbres pour avoir contracté un "mariage d'alliance" à leur corps défendant, on trouve Wang Zhaojun, sous la dynastie Han et la princesse Wencheng, sous la dynastie Tang.
Les dynasties chinoises qui suivent la dynastie Tang renoncent définitivement à pratiquer des mariages d'alliance/Heqin.
Au XXe siècle, le savant Wang Tonglin a loué les "Heqin" pour avoir facilité le "mélange des races" en Chine.

## Dynastie Han
Sous les Han, il y a eu quinze mariages "heqin", répertoriés:
- 200 av. J.-C: Han Gaozu donne une "princesse" Han en mariage au chef Xiongnu Modu Chanyu. Il s'agit du premier mariage heqin de l'histoire de la Chine.
- 192 av. J.-C: Han Huidi donne une seconde "princesse" Han en mariage au chef Xiongnu Modu Chanyu.
- 176 av. J.-C: Han Wendi donne une troisième "princesse" Han en mariage au chef Xiongnu Modu Chanyu.
- 174 av. J.-C: Han Wendi donne une "princesse" Han en mariage au chef Xiongnu Laoshang Chanyu. Cette princesse est accompagnée par un eunuque Yan nommé Zhonghang Yue qui lui sert de tuteur.
- 162 av. J.-C: Han Wendi donne une seconde "princesse" Han en mariage au chef Xiongnu Laoshang Chanyu.
- 160 av. J.-C: Han Wendi donne une "princesse" Han en mariage au chef Xiongnu Gunchen Chanyu.
- 156 av. J.-C: Han Jingdi donne une seconde "princesse" Han en mariage au chef Xiongnu Gunchen Chanyu.
- 155 av. J.-C: Han Jingdi donne une troisième "princesse" Han en mariage au chef Xiongnu Gunchen Chanyu.
- 152 av. J.-C: Han Jingdi donne une quatrième "princesse" Han en mariage au chef Xiongnu Gunchen Chanyu.
- 140 av. J.-C: Han Wudi donne une cinquième "princesse" Han en mariage au chef Xiongnu Gunchen Chanyu.
- 108 av. J.-C: Han Wudi donne en mariage la Princesse Liu Xijun (劉細君公主), la fille de Liu Jian, le Prince de Jiangdu (江都王劉建), à Liejiaomi, le Roi des Wusun.
- 103 av. J.-C: Han Wudi donne en mariage la Princesse Liu Jieyou (劉解憂公主), la fille de Liu Wu, le Prince de Chu (楚王劉戊), à Junxumi, le Roi des Wusun et petit-fils de Liejiaomi. Après la mort de Junxumi en 93 av. J.-C, la Princesse Jieyou, conformément à la tradition Wusun, épouse son successeur, le Roi Wengguimi, qui est aussi le frère cadet du défunt. Lorsque Wengguimi meurt à son tour en 60 av. J.-C, la Princesse Jieyou doit à nouveau épouse son successeur, le Roi Nimi, qui est le fils de Junximi et d'une princesse Xiongnu.
- 33 av. J.-C: Han Yuandi donne en mariage Wang Zhaojun, une des concubines du harem impérial, au chef Xiongnu Huhanye Chanyu. Lorsque ce dernier meurt en 31 av. J.-C, Zhaojun se remarie avec son successeur, Fuzhuleiruodi Chanyu. Fuzhuleiruodi est un fils que Huhanye a eu avec sa première épouse et donc le gendre de Zhaojun.

## Seize Royaumes
En tout, il y a six mariages heqin qui sont enregistrés dans les diverses annales de la période des Seize Royaumes. Ces mariages d'alliances présentent deux grandes différences par rapport à ceux pratiqués pendant la dynastie Han :
1. Tous ces mariages concernent de "véritables" princesses, c'est-à-dire les filles des dirigeants des royaumes en question et non pas des femmes venant d'une branche secondaire de la famille royale
2. Ces mariages ne visent pas à maintenir la paix avec le royaume qui "reçoit" l'épouse, mais principalement à gérer des rivalités et maintenir un équilibre des pouvoirs entre les différents États existant en Chine du nord au moment dudit mariage[5].

Les mariages répertoriés sont les suivants :
- Fu Jian (337–385),l'empereur Xuanzhao des Qin antérieur, marie une de ses filles à Yang Ding, le roi de Chouchi.
- Fu Deng, l'empereur Gao des Qin antérieur, marie sa sœur cadette, la Princesse Dongping (東平公主) à Qifu Gangui, le Prince du Qin occidental.
- 441: Feng Ba, l'empereur Wencheng du Yan septentrional, marie sa fille, la Princesse Lelang (樂浪公主), à Yujiulü Hulü, le Khan Aidougai des Ruanruan.
- 415: Yao Xing, l'empereur des Qin postérieur, marie sa fille, la Princesse Xiping (西平公主), à l'Empereur Mingyuan de la Dynastie Wei du Nord. Parce qu’elle n'a pas réussi à fabriquer toute seule une statue dorée, elle n’a jamais été formellement reconnue impératrice, mais elle est néanmoins reconnue et respectée comme l’épouse de l’empereur Mingyuan, la consort Yao.
- Qifu Chipan, qui est le Prince Wenzhao du Qin occidental, marie sa fille, la Princesse Xingping (興平公主), à Juqu Mengxun, qui est le fils de Juqu Xingguo, le Prince du Liang septentrional.
- 433: Juqu Mengxun, devenu entretemps le Prince du Liang septentrional, marie sa fille, la Princesse Xingping (興平公主), à l'Empereur Taiwu de la Dynastie Wei du Nord. Elle devient la concubine de l'empereur Taiwu.

## Dynasties du Nord et du Sud
Tout comme pendant les Seize Royaumes, la Chine est divisée entre plusieurs États rivaux durant la période des Dynasties du Nord et du Sud. Les relations entre ces États dépendent d'un système très complexe de rivalité et de relation suzerain/vassal. Tout comme durant la période précédente, les mariages heqin sont utilisés comme un moyen de maintenir l'équilibre des pouvoirs et/ou de renforcer une alliance.
En tout, il y a cinq mariages heqin qui sont répertoriés dans les diverses annales de cette période:
- 428: L'empereur Mingyuan de la Dynastie Wei du Nord marie sa fille, la Princesse Shiping (始平公主), à Helian Chang, l'empereur du royaume de Xia.
- 437: L'empereur Mingyuan de la Dynastie Wei du Nord marie sa fille, la Princesse Wuwei (武威公主), à Juqu Mujian, le Prince Ai d'Hexi et dernier roi du Liang septentrional. En tant qu'épouse de Mujian, elle est connue sous le nom de Princesse Tuoba.
- La Princesse Lanling (蘭陵公主), une "princesse" de la famille impériale de la Dynastie Wei du Nord, épouse Yujiulü Anagui, le Khagan des Ruanruan, .
- La Princesse Qianjin (千金公主), fille de Yuwen Zhao, le Prince de Zhao (趙王宇文招) et membre de la famille impériale de la Dynastie Wei du Nord, épouse Ishbara, le Khagan des Göktürk.
- 582: L'empereur Ming des Liang postérieurs marie sa fille, la Princesse Xiao, à Yang Guang, le Prince de Jin et deuxième fils de l'empereur Sui Wendi, le protecteur/suzerain du Liang Postérieur. Elle reçoit le titre d'Impératrice Xiao après l'accession au trône de son époux en tant qu'empereur Sui Yangdi.

## Dynastie Sui
Fondée en 581, la dynastie Sui achève la réunification de la Chine en 589. Les Sui reprennent alors à leur compte les mariages d'alliance "Heqin" et les utilisent de la même manière que les Han avant eux : assurer la paix entre la Chine et les peuples non chinois de la frontière nord.
Sous les Sui, il y a eu quinze mariage « Heqin » répertoriés :
- 596: l'empereur Sui Wendi donne une « princesse » Sui, la Princesse Guanghua (光化公主), en mariage à Murong Shifu, le Khagan des Tuyuhun. Après l'assassinat de Murong Shifu en 597, la Princesse Guanghua se remarie avec Murong Fuyun, le successeur et frère cadet du défunt.
- 597: l'empereur Sui Wendi donne une « princesse » Sui, la Princesse Anyi (安義公主), en mariage à Yami Qaghan, le Khagan des Göktürk. Elle est assassinée par Yung Yu-lu en 599.
- 599: l'empereur Sui Wendi donne une « princesse » Sui, la Princesse Yicheng (義成公主), la fille d'un membre d'une branche cadette de la famille impériale, en mariage à Yami Qaghan, le Khagan des Göktürk, à la suite de l'assassinat de la précédente épouse de ce dernier. Après la mort de Yami en 609, la Princesse Yicheng est contrainte d'épouser Shibi Qaghan, le successeur et fils[6] du défunt. Ce remariage se fait conformément à la tradition du Lévirat, que les Göktürk appliquent d'une manière extensive. Après la mort de Shibi Qaghan en 619, Yicheng se remarie à nouveau avec Chuluo, le frère cadet et successeur du défunt. Enfin, lorsque son troisième époux meurt à son tour en 621, Yicheng se remarie pour la quatrième et dernière fois avec Illig Qaghan, le frère cadet et successeur du défunt. Après la chute des Sui,Illig se révolte contre la dynastie Tang avant d'être capturé et exécuté en 630.
- l'empereur Sui Yangdi donne une « princesse » Sui, la Princesse Xinyi (信義公主), à Heshana Khan, le Khagan des Göktürk.
- l'empereur Sui Yangdi donne sa sœur cadette, la Princesse Huainan (淮南公主), en mariage à Tuli, le fils cadet et nouvel héritier de Shibi Qaghan.
- l'empereur Sui Yangdi donne une « princesse » Sui en mariage à Qu Boya, le seigneur de la ville-oasis de Gaochang qui est située dans le désert du Taklamakan.

## Dynastie Tang
Les mariages Heqin continuent sous la dynastie Tang et concernent principalement les cinq grands royaumes voisins de la Chine : le royaume des Tuyuhun, l'empire tibétain, les Khitans et leurs alliés les Kumo Xi, le Khaganat ouïghour et le Royaume de Nanzhao.
Sous les Tang, il y a eu 25 mariages "heqin" répertoriés :
- 640: L'empereur Tang Taizong donne en mariage la Princesse Honghua (弘化公主) à Murong Nuohebo, le Khan des Tuyuhun.
- 641: L'empereur Tang Taizong donne en mariage la Princesse Wencheng à Songtsän Gampo, l'empereur du Tibet.
- 642: L'empereur Tang Taizong propose à Zhenzhu Khan, le Khan des Xueyantuo, d'épouser sa quinzième fille, la princesse Xinxing (新興公主). La proposition est rejetée.
- 664: L'empereur Tang Gaozong donne en mariage Dame Jincheng (金城縣主), le troisième fille de Li Dao'en, le Prince de Guiji (會稽郡王李道恩), au Prince Sudumomo des Tuyuhun (吐谷渾王子蘇度摸末).
- 664: L'empereur Tang Gaozong donne en mariage Dame Jinming (金明縣主), la fille d'un membre du clan impérial, au Prince Talumomo des Tuyuhun (吐谷渾王子闥盧摸末).
- 698: Une fille de Qapaghan, le Khagan du second empire Göktürk, épouse Wu Chengsi, le Prince de Huaiyang (淮陽王武延秀) et petit-neveu de Wu Zetian.
- 703: Une fille du Khagan Qapaghan épouse Li Chengqi, le Prince de Song et fils ainé de Li Dan, le Prince héritier.
- 709: L'impératrice Wu Zetian donne en mariage son arrière-petite-fille, la Princesse Jincheng (金城公主), la fille de son petit-fils Li Shouli, le Prince de Bin, à Me Agtsom, l'empereur du Tibet.
- 712: L'empereur Tang Ruizong donne en mariage la Princesse Jinshan (金山公主), la fille de son fils Li Chengqi, au Khagan Qapaghan.
- 717: L'empereur Tang Xuanzong donne en mariage la Princesse Yongle (永樂公主)[7], à Li Shihuo (李失活), le Khan des Khitans.
- 717: La Princesse Jianghe (交河公主), la fille d'Ashina Nahuaidao, le 10e Khagan du second empire Göktürk, épouse Sulu Khan, le Khagan des Türgesh.
- 722: L'empereur Tang Xuanzong donne en mariage la Princesse Yanjun (燕郡公主)/Murong (慕容), une "princesse" Tang, au prince Khitan Li Yuyu (李郁於).
- 726: L'empereur Tang Xuanzong donne en mariage sa nièce, la Princesse Donghua (東華公主)/Chen (陳), au prince Khitan Li Shaogu (李邵固).
- 726: L'empereur Tang Xuanzong donne en mariage la Princesse Dongguang (東光公主), la fille de Li Jijiang, un cousin germain de l'empereur; la Princesse Cheng'an (成安公主李季姜), la huitième fille de l'empereur Tang Zhongzong; et Wei Jie (韋捷), à Li Lusu (李魯甦), le roi de Kumo Xi.
- 744: L'empereur Tang Xuanzong donne en mariage la Princesse Heyi (和義公主), une fille de Li Can, le Magistrat de Gaocheng (告城縣令李參), à Axilan Dagan (阿悉爛達干), le roi de Ningyuan (寧遠國王), un des royaumes de la vallée de Ferghana.
- 745: L'empereur Tang Xuanzong donne en mariage sa petite-fille, la Princesse Jingle (靜樂公主)[8], au Prince Khitan Li Huaixiu (李懷秀).
- 745: L'empereur Tang Xuanzong donne en mariage la Princesse Yifang (宜芳公主)[9] et Yang Shenjiao (楊慎交), au Prince Khitan Li Yanchong (李延寵)
- 756: La Princesse Pijia (毗伽公主), la fille de Bayanchur, le Khagan du Khaganat ouïghour, épouse Li Chengcai (李承寀), le Prince de Dunhuang (敦煌王李承採) et fils de Li Shouli, le Prince de Bin.
- 758—821: Sept mariages Heqin entre les Tang et le Khaganat ouïghour. Parmi les épouses chinoises, on trouve deux filles d'empereurs Tang, donc de véritables princesses et trois descendantes du peuple de Tiele anoblies avant le mariage.
- 883: L'empereur Tang Yizong donne en mariage sa seconde fille à un dirigeant du Royaume de Nanzhao.

Après la chute des Tang, plus aucune dynastie d'origine chinoise n'utilise les mariages Heqin.

## Dynasties et royaume non sinisés
Un certain nombre de royaumes et de dynasties non sinisés reprennent à leur compte le système des mariages d'alliances, en l'adaptant à leurs besoins du moment. Les buts de ces mariages varient suivant le peuple et la période concerné: il peut s'agir de maintenir un équilibre des pouvoirs entre les différents États existant au moment dudit mariage, de rallier les élites chinoises à la minorité non chinoise qui a fondé la dynastie, de s'assurer la fidélité de nouveaux alliés ayant fui un royaume ennemi ou de sceller la paix avec un puissant voisin.

### Xiongnu
Les Xiongnu concluent des mariages d'alliances avec les officiers et hauts fonctionnaires Han qui font défection à leur profit:
- La sœur ainée du Chanyu, l'empereur des Xiongnu, épouse le Général Zhao Xin, le Marquis de Xi, un Xiongnu anciennement au service de la dynastie Han .
- La fille du Chanyu épouse le Général chinois Li Ling, après que ce dernier se soit rendu et ait fait défection[10],[11],[12],[13]. Par la suite, les Ienisseï kirghize prétendirent être des descendants de Li Ling[14],[15].
- La fille du Chanyu épouse le Général chinois Li Guangli, qui a lui aussi fait défection[16].

### Dynastie Wei du Nord
Le clan Xianbei des Tuoba, la famille royale de la dynastie Wei du Nord, commence à marier les filles du clan à des membres de l'élite chinoise du royaume durant les années 480. Par la suite, la pratique s'étend aux membres des familles royales des dynasties du sud de la Chine qui s'enfuient pour faire défection au profit des Xianbei.
- Plusieurs filles de l'empereur Xiaowendi épousent des membres de l'élite chinoise du nord de la Chine.
- Liu Hui (刘辉), un membre du clan royal Liu Song des Song du sud, épouse la Princesse Lanling 蘭陵公主 de la famille royale des Wei du Nord[18],[19].
- La Princesse Jinan 濟南公主 épouse Lu Daoqian 盧道虔,
- La Princesse Nanyang 南阳长公主 épouse Xiao Baoyin 萧宝夤, un membre de la famille royale des Qi du Sud[20].
- La princesse Shouyang, la sœur de l'empereur Xiaozhuang des Wei du Nord, épouse Xiao Zong 蕭綜, le fils de l'empereur Wudi de la dynastie Liang[21].
- Après la chute des Jin de l'Est, le prince Sima Chuzhi 司馬楚之, qui fait partie de la famille royale des Jin, se réfugie chez les Wei du Nord. Il épouse une Princesse des Wei du Nord, qui donne naissance à Sima Jinlong 司馬金龍. Ce dernier finit par épouser la fille de Juqu Mujian, le roi de la dynastie Xiongnu du Liang septentrional[22].
- La Princesse Huayang 華陽公主 épouse Sima Fei 司馬朏, un autre descendant des empereurs de la dynastie Jin.

### Ruanruan
Yujiulü Anagui, le Khan des Ruanruan, donne en mariage sa fille, la Princesse Ruru (蠕蠕公主), à Xiaojingdi, l'unique empereur de la dynastie des Wei de l'Est,.

### Khaganat Göktürk,
Le royaume de Gaochang est une ville-oasis construite dans le nord du désert du Taklamakan par des colons chinois et dirigée par les descendants de ces derniers,. Cette colonie a été fondée par le clan Qu Jia, qui est originaire du Gansu, et plus précisément du district de Yuzhong( 榆中) dans la commanderie de Jincheng (金城). Après son installation dans la région, le clan Qu a contracté des mariages-alliances avec les peuples turcs de la région, surtout après l'an 460, lorsque le khanat Ruanruan prend le contrôle de la région. Une des femmes d'origine turque ayant contracté un de ces mariages est la grand-mère du roi Qu Boya,.

### Ouïghours du Gansu
Au début de la période des Cinq Dynasties et des Dix Royaumes, le clan Cao prend le contrôle de l'armée de Guiyi, une armée locale stationnée dans le corridor du Hexi. Avant les Cao, cette armée est sous le contrôle du clan Zhang, qui profite des troubles liés à la chute de la dynastie Tang pour s'ériger en royaume. Vaincus par les Ouïghours du Gansu, les Zhang perdent le pouvoir au profit des Cao.
Pour éviter de connaitre le même sort que les Zhang, les Cao multiplient les mariages-alliances avec leurs puissants voisins Ouïghours: des chefs de clan Cao épousent des princesses ouïghoures et des princesses Cao épousent des rois ouïghours. Ainsi, en 916, la fille du Khan ouïghour épouse Cao Yijin,,.

### Royaume de Khotan

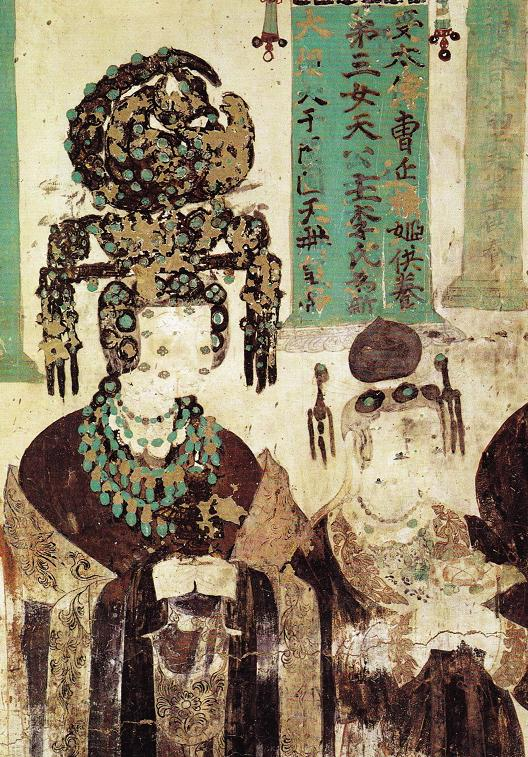
Une fille du roi du Khotan, mariée au roi Dunhuang et maitre de l'armée de Guiyi, Cao Yanlu. Elle porte ici une coiffure élaborée, décorée avec des morceaux de jade. Peinture murale de la grotte 61 de Mogao, période des Cinq Dynasties et des Dix Royaumes

Les Cao de Guiyi pratiquent aussi des mariages-alliances avec leurs voisins de l'ouest du Royaume de Khotan. Tout comme avec les Ouïghours du Gansu, les mariages sont réciproques : des chefs du clan Cao épousent des princesses Khotane et des princesses Cao épousent des rois de Khotan. Ainsi, la fille d'un des rois de Khotan épouse Cao Yanlu du clan Cao.

### Dynastie Liao
La dynastie Khitane des Liao utilise les mariages-alliances pour affermir son pouvoir en créant des liens entre le clan Xiao, dont est issue la famille royale et les élites locales d'origine chinoise. Les premiers bénéficiaires de cette politique sont les membres du clan chinois Han (韓). Ce clan est originaire de Jizhou (冀州) et ses membres ont été intégrés au peuple Khitan par la multiplication des mariages entre les Han et les Xiao. Finalement, les Han sont devenus des membres de l’élite d'origine chinoise fidèles aux Liao,,.
Le clan Geng est un autre clan d'origine chinoise qui bénéficie des mariages-alliances. Les Geng épousent des Khitans et des membres du clan Han (韓). Deux des femmes de ce clan ont épousé Geng Yanyi, un général chinois, et la seconde est la mère de Geng Zhixin. La mère de Geng Yanyi n'est autre que la sœur de l’impératrice Rende.
Han Durang (Yelu Longyun) est le père de la Reine douairière d’État Chen, qui est l’épouse principale du général Geng Yanyi et est enterrée avec lui dans sa tombe à Zhaoyang, dans le Liaoning. En raison de son ascendance liée également au clan Han, Chen est aussi connue sous le nom de "Madame Han". La plupart des tombeaux des membres du clan Geng sont situés au Liaoning à Guyingzi, dans la préfecture de Chaoyang,.

### Dynastie Lý - Vietnam
La dynastie Lý, qui règne sur le Dai Viet(soit approximativement le nord de l'actuel Vietnam) marie ses princesses à des rivaux régionaux, afin d’établir des alliances avec eux. Un de ces mariages concerne la princesse Lý Chiêu Hoàng, qui épouse Trần Thái Tông, un membre du clan d'origine chinoise des Trần. Ce mariage a eu l'effet inverse de celui recherché par les Lý, car il a servi de tremplin aux Trần pour renverser les Lý et fonder la dynastie Trần,.
Une autre princesse Lý a épousé une membre du clan Hồ, un autre clan d'origine chinoise. Par la suite, les Hồ ont renversé les Trần et fondé la dynastie Hồ, après le mariage de Hồ Quý Ly avec une princesse Tran,.

### Dynastie Qing
Le clan impérial mandchou des Aisin Gioro reprend la pratique des mariages d'alliances. Il s'agit de mariages avec des généraux chinois ayant fait défection au profit des Mandchous lors de la conquête de la Chine et des princes mongols. En agissant ainsi, les mandchous cherchent à s'assurer la fidélité des élites de ces deux peuples. Ceux qui épousent des princesses Qin reçoivent le rang/titre de noblesse "Dolo efu"(和碩額駙).
- Le chef mandchou Nurhachi donne en mariage une de ses petites-filles au général Ming Li Yongfang 李永芳, après que ce dernier ait livré aux Mandchous la ville de Fushun au Liaoning, en 1618.
- En 1632 les Princes Yoto 岳托 et Hongtaiji organisent 1000 mariages simultanés entre des femmes mandchoues et des officiers et fonctionnaires chinois, pour promouvoir l’harmonie entre les deux groupes ethniques[47],[48].
- Des femmes du clan Aisin Gioro épousent les fils des généraux chinois Sun Sike 孫思克, Geng Jimao , Shang Kexi et Wu Sangui[49].
- la fille d'Abatai[50] épouse Li Yongfang[51],[52],[53],[54]. Les enfants nés de ce mariage reçoivent le titre de "Vicomte de Troisième Classe"(chinois : 三等子爵 ; pinyin : sān děng zǐjué)[55]. Li Yongfang est l'arrière-arrière-grand-père de Li Shiyao 李侍堯[56],[57].
- Geng Zhongming, un Chinois intégré au système des Huit Bannières, reçoit le titre de Prince Jingnan. Son fils, Geng Jingmao réussit à placer ses deux fils Geng Jingzhong et Geng Zhaozhong (耿昭忠) à la cour de l’empereur Shunzhi et les marier à des femmes du clan Aisin Gioro. Geng Zhaozhong épouse la petite-fille du Prince Abatai et Geng Jingzhong épouse la fille d'Haoge[58],[59].
- Une fille 和硕柔嘉公主 du prince Yolo 岳樂 du clan Aisin Gioro épouse Geng Juzhong (耿聚忠), un autre fils de Geng Jingmao[60].
- La 4e fille de l'empereur Kangxi 和硕悫靖公主, épouse le fils 孫承恩 de Sun Sike 孫思克[61].
- La fille de Suyan (蘇燕), un membre du clan Aisin Gioro qui porte le titre de "Duc Impérial qui assiste l’État" (宗室輔國公), épouse Nian Gengyao, un général chinois intégré au système des Huit Bannières[62],[63],[64].

### Corée de la période Joseon
Après la seconde invasion mandchoue de la Corée, la dynastie Joseon est obligée de donner plusieurs de ses Princesses royales comme concubines au Prince Dorgon, le régent de la dynastie Qing,,,,,,
En 1650, Dorgon épouse deux princesses coréennes à Lianshan, dont la Princesse Yishun/Uisun (義願). Cette Princesse appartient à une des branches collatérales de la famille royale coréenne et est la fille de Yi Gae-yun (李愷胤).

### Dynastie Nguyen - Vietnam
Le roi cambodgien Chey Chettha II épouse la princesse Nguyễn Thị Ngọc Vạn, la fille du seigneur Nguyễn Phúc Nguyên, en 1618,. En retour, le roi accorde aux Vietnamiens le droit d’établir des colonies dans Mô Xoài, dans la région de Prey Nokor. Cette colonie sera renommée plus tard Sài Gòn, avant de devenir Hô-Chi-Minh-Ville,.